# 释圣辉
释圣辉（1951年—），俗名盛清辉，法名圣辉，法号慧果，男，汉族，湖南湘潭人，中华人民共和国佛教僧人。毕业于中国佛学院，现为麓山寺住持，中国佛教协会副会长。第十一、十二、十三届全国人大代表。

## 生平
1981年，释圣辉在安徽省九华山祗园寺的上仁下德长老门下剃度出家。上仁下德给他取了法名和法号。1982年，圣辉考入中国佛学院。1982年，圣辉在庐山东林寺参拜上果下一长老，上果下一为其受三坛大戒。1986年，圣辉在中国佛学院毕业。1989年，圣辉于中国佛学院研究生毕业。
1990年到1992年，圣辉担任九华山佛学院副院长兼教务长。1992年到1996年，圣辉担任中国佛学院副院长兼教务长、中国佛教协会副会长。1994年，圣辉担任湖南省长沙市古麓山寺方丈和湖南省佛教协会会长。1997年，赵朴初委命他为南普陀寺方丈，并且兼任闽南佛学院和南普陀寺慈善事业基金会会长。1998年，圣辉被选为第九届全国政协常务委员。2000年1月26日，圣辉蝉联南普陀寺方丈。
2008年起担任全国人大代表。2013年，再任全国人大代表。2018年2月24日，当选为第十三届全国人大代表。

## 社会兼职
- 第十一届全国人大代表
- 中国佛教协会副会长
- 中国佛学院副院长
- 湖南省佛教协会会长
- 闽南佛学院院长
- 湖南佛学院院长
- 湖南省佛慈基金会会长
- 厦门南普陀寺法主
- 湖南长沙麓山寺方丈
- 厦门虎溪岩寺方丈